# Wiedergabekopf
Der Wiedergabekopf, auch Hörkopf (HK) genannt, ist ein Magnetkopf und Bauteil eines Tonbandgerätes. 
Er dient als elektromagnetischer Wandler zur Abtastung des in der Magnetschicht eines Tonbands gespeicherten Signales.
Die als Magnetfluss in der Magnetschicht gespeicherten Signale werden vom Wiedergabekopf in elektrische Signale gewandelt. 
Die vom Wiedergabekopf abgegebene Signalspannung liegt im Millivoltbereich und ist damit so klein, dass sie elektronisch verstärkt werden muss, bevor sie z. B. einem Lautsprecher zugeführt und als akustisches Signal abgestrahlt werden kann.
Der Wiedergabekopf ist als Ringsystem aufgebaut und besteht aus einem ferromagnetischen Kern mit einem Arbeitsspalt ('Kopfspalt'), gefüllt mit nicht-ferromagnetischem Material, und einer Spule mit hoher Windungszahl.
Der Kern besteht aus hochwertigem, weichmagnetischem Metall (Mumetall, Ferrit) mit besonderen Anforderungen bezüglich hoher Anfangspermeabilität, niedriger Koerzitivfeldstärke und hohem spezifischen Widerstand. Zur Reduzierung der Wirbelstromverluste wird der Magnetkern lamelliert, oder es wird gesintertes Ferrit verwendet. Der magnetische Widerstand soll klein sein, was auf einen großen Eisenquerschnitt und eine kleine Eisenweglänge hinausläuft.
Der Kopfspalt ist so schmal gewählt, dass eine möglichst hohe Grenzfrequenz des Tonbandgerätes erreicht wird, der Kopf von der magnetisierten Schicht des Tonbandes aber noch ausreichend durchflutet wird.
Die Funktion des Wiedergabekopfs beruht auf dem Induktionsgesetz. Das bespielte Magnetband wird am Arbeitsspalt vorbeibewegt und induziert in der Kopfspule eine Spannung entsprechend der Beziehung:
{\displaystyle U_{i}=K\cdot {\frac {d\Phi }{dt}}\,}.
Eine Aufzeichnung hinterlässt in der Magnetschicht größere Bereiche gleich geordneter Dipole. Bei der Wiedergabe einer Sinus-Aufzeichnung ergibt sich unter der Voraussetzung, dass die Spaltbreite klein gegenüber der kleinsten Wellenlänge und die Pollänge groß gegenüber der größten aufgezeichneten Wellenlänge {\displaystyle \lambda ={\frac {v}{f}}\,} ist, eine Flussamplitude Φ0 proportionale Spannungsamplitude wie folgt:
{\displaystyle U_{0}=w\cdot \omega \cdot \Phi _{0}\,}
Dabei bedeuten:

U0 = Spannungsamplitude

w = Spulenwindungszahl

Φ0 = Magnetfluss (magnetischer Fluss, Flussamplitude)

ω = Kreisfrequenz = 2 {\displaystyle \pi \cdot f\,}
Die induzierte Spannung steigt daher proportional mit 6 dB/Oktave mit der Frequenz an (Omegagang). In der Praxis treten jedoch bei höheren Frequenzen zunehmend wellenlängenabhängige Verluste auf, von denen die Spaltbreitendämpfung und die Abstandsdämpfung die zwei wichtigsten sind.